# Teledapinos
Teledapinos (Teledapini) é uma tribo monotípica de cerambicídeos da subfamília Lepturinae.

## Gênero
- Teledapus Pascoe, 1871